# غدد پیازی-میزراهی
غدد پیازی-میزراهی (غدد پیازی-پیشابراهی، غدد بولبواورترال، غدد کوپر) (به انگلیسی: Bulbourethral gland) و (به انگلیسی: Cowper gland) یکی از غدد برون ریز بدن انسان است که در سیستم تناسلی مرد و تمام پستانداران اهلی (به جز سگ)وجود دارند. این غدد همانند غدد بارتولین در زنان عمل می‌کنند. این غدد توسط ویلیام کوپر(۱۶۶۶–۱۷۰۹)جراح انگلیسی کشف شد.

## محل قرار گرفتن
غدد پیازی-میزراهی در بخش خلفی و جانبی غشایی مجرای خروجی مثانه قرار دارد. این غدد بین دو لایهٔ فیبر پوششی دیافرگم ادراری تناسلی، در قاعده آلت تناسلی قرار دارند که با الیاف اسفنگتر مجرای خارجی محاصره شده‌اند.

## ساختار
هر یک از غدد پیازی-میزراهی درانسان تقریباً به اندازه یک نخود است. این غدد در شامپانزه‌ها با چشم غیرمسلح قابل دیدن نمی‌باشد اما می‌توان با آزمایش میکروسکوپی قابل دیدن است. این غدد در گراز 18cmطول و 5cm قطر دارند. هر غده از چند لوبول تشکیل شده است که این غدد بین دو لایهٔ فیبری پوششی قرار دارند. هر لوبول متشکل از تعدادی آسینی(Acini)_به مجموعه‌ای از غدد که شبیه قسمتی از توت یا تمشک که چیزی ترشح می‌کنند (خارجی)_ اندود شده ستونی اپیتلیال باز مجرا دار که همهٔ مجراها به هم می‌پیوندند و یک مجرای واحد را به وجود می‌آورند. این مجراها در حدود 2.5 cm طول دارند و در مجرای ادراری تناسلی باز می‌شوند. این غدد با کهولت سن کوچک می‌شوند.

## عملکرد
در طول تحریک جنسی و قبل از انزال این دو غده ماده‌ای روشن، شور، چسبناک و قلیایی ترشح می‌کنند تا مسیر عبور اسپرم‌ها را نرم و لزج کند تا به راحتی از مجرای خروجی مثانه عبور کنند. همچنین برای از بین بردن اثر اسیدی میزراه و ضد عفونی کردن آن این ماده قلیایی و شور است. غدد پیازی-میزراهی همچنین در تولید برخی از مقدار اجزاء آنتی ژن اختصاصی پروستات(PSA)نقش دارد. پژوهشی که در ژورنال Human Fertility در سال ۲۰۱۱ منتشر شد مشخص کرد که بعضی انسان‌های نر (مرد) گاهی یا همیشه اسپرم‌ها را به وسیلهٔ غدد پیازی میزراهی قبل از انزال دفع می‌کنند. البته احتمال بارداری به این طریق هنوز ارزیابی نشده است.

## آسیب‌شناسی
غدد پیازی-میزراهی ممکن است دچار سرطان شوند که آن نیز باعث کاهش سطح PSA شود و احتمال سرطان پروستات را افزایش دهد. این غدد ممکن است بر اثر عفونت دچار التهاب شوند که کوپریت (Cowperitis)نام دارد. 

در تصویر مشاهده می‌کنید که غدد پیازی-میزراهی (به رنگ زرد) زیر غده پروستات قرار دارد و با الیاف اسفنگتر مجرای خارجی (ماهیچه‌ای) پوشیده شده است.
۱. دریچه گردن مثانه (Internal Urethral Opening)
۲. میزراه(Urethral Crest)
۳. گوشک پروستاتی_پیشابراهی (Prostatic utricle)
۴. مجرای خروجی منی (Ejaculatory Duct Opening)
۵. ستیغ پیشابراهی (Seminal Colliculus)
۶. مجرای پروستات (Prostatic Duct Opening)
۷. غده پیازی-میزراهی (Bulbourethral gland)
۸. اسفنگتر مجرای خارجی (Sphincter Urethra Muscle)

## نگارخانه

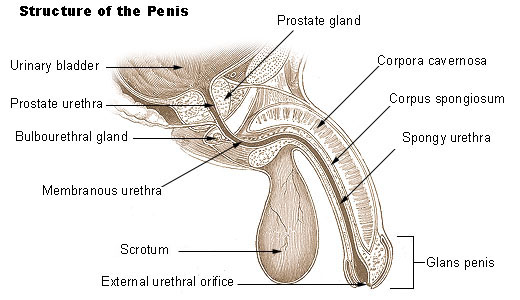
آلت تناسلی مرد
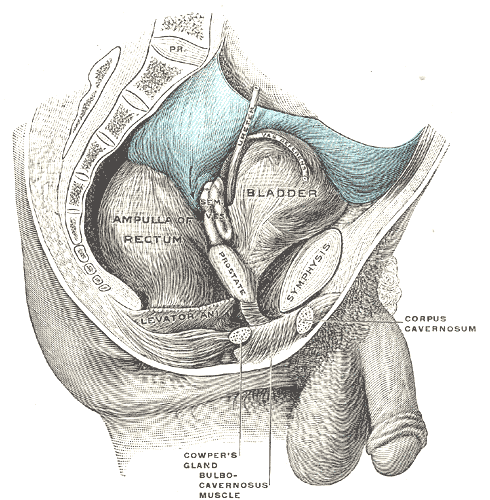
لگن از سمت راست دیده می‌شود.
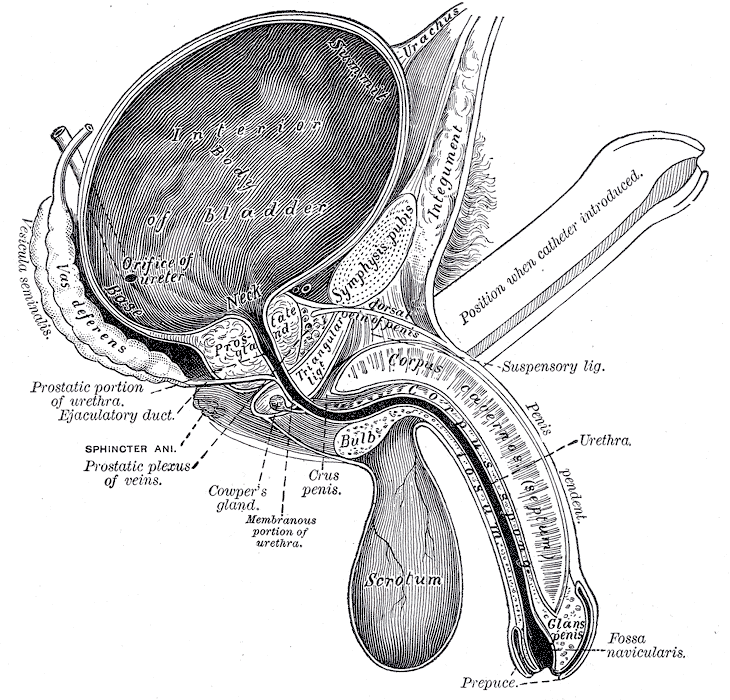
غدد جنسی برون ریز.